# Resezione anteriore del retto
La  resezione anteriore del retto  (LAR) è una tecnica chirurgica contro i tumori del retto. Fra le varie tecniche di scelta è una che fornisce migliore qualità della vita.

## Intervento
Viene definita anteriore in quanto si procede ad operare per via addominale, dopo aver mobilizzato il sigma e il colon si procede con scollamento coloepiploico sul traverso. Poi ci si dedica ai vasi mesentrici inferiori, si procede ad incisione alla riflessione peritoneale e dopo aver lavorato sul retto si termina con anastomosi.

### Tipologia
Esistono due forme:
- Resezione anteriore del retto bassa
- Resezione anteriore del retto ultrabassa

## Complicanze
Fra le possibili complicanze:
- disfunzioni sessuali
- vescica neurogena
- Ischemia arti inferiori
- Stenosi della anastomosi